# Ricard Gràcia
Ricard Gràcia és un periodista català, especialitzat en infografies. Redactor en cap del Departament d'Infografia de El Periódico de Catalunya des de 2006. Vinculat a El Periódico des de l'auge de la infografia periodística en els anys 90, ha obtingut diversos reconeixements a nivell personal i col·lectiu en els Premis internacionals de la SND (Society for News Design), els Premis Malofiej d'Infografia, els European Newspaper Award i en els premis ÑH de disseny periodístic. Paral·lelament a la seva activitat en El Periódico va ser professor d'infografia i Disseny de premsa a l'Escola Superior de Disseny Elisava fins al 2012. El 1997 va crear el llibre d'estil del Departament d'Infografia del diari Público de Guadalajara (México) i ha cursat estudis de Postgrau en Periodisme a la Universitat Oberta de Catalunya (UOC).